# Liberty City (Grand Theft Auto)
Liberty City (română Orașul lLibertății) este unul din orașele fictive din seria Grand Theft Auto. Orașul este inspirat de New York City, atât geografic, cât și infrastrucutral (clădiri, drumuri, transport în comun), și este cel mai utlizat oraș până acum, fiind locația a opt din cincisprezece jocuri, și apărând în total în zece. Pe parcursul seriei, au existat trei versiuni diferite ale orașului, câte una pentru fiecare dintre cele trei universuri: 2D (unde Liberty City a apărut doar în originalul Grand Theft Auto), 3D (unde a apărut în Grand Theft Auto III, Grand Theft Auto: Vice City, Grand Theft Auto: San Andreas, Grand Theft Auto Advance și Grand Theft Auto: Liberty City Stories) și HD (unde a apărut în Grand Theft Auto IV, Grand Theft Auto: The Lost and Damned, Grand Theft Auto: The Ballad of Gay Tony și Grand Theft Auto: Chinatown Wars). Liberty City se află în aceeași versiune fictivă a Statelor Unite ale Americii ca și Vice City, statul San Andreas, Carcer City (orașul din Manhunt) și Bullworth (orașul din Bully).

## Universul 2D
Liberty City a apărut pentru prima dată în primul joc din serie, Grand Theft Auto (1997). Orașul era inspirat de New York, având trei insulte principale: una mare cu un parc în centru, asemănător cu Manhattan, și două mai mici la stânga și la dreapta, cu câteva alte insulițe între ele. Toate erau conectate prin poduri sau rețele metrou.
Numele cartierelor erau asemănătoare cu cele din New York și New Jersey:
| - Coasta de vest - Eaglewood - Hackenslash - Fort Law - Schlechberg - Guernsey City - New Guernsey - Insula centrală - Nolaw - Island Height - Park - Island City (Lower Manhattan sau Midtown Manhattan) | - Insule mici - Law Island (Ward's Island sau Randall's Island) - Nixon Island - Coasta de est - Estoria - Kings - Ardler - Brocklyn - Tellberg - Brocklyn Docks - Coasta de nord est - Brix - Island View |

## Universul 3D
O versiune nouă 3D a lui Liberty City, mult mai fidelă New York-ului, a fost introdusă în Grand Theft Auto III (2001). Orașul este alcătuit din trei insule principale: Portland, Staunton Island și Shoreside Vale. Cum jocul are loc în anul 2001, orașul este aseamnănător cu New York în acea perioadă. 
Aceeași versiune a lui Liberty City a mai fost folosită drept locația jocurilor Grand Theft Auto Advance (2004) și Grand Theft Auto: Liberty City Stories (2005). Ambele sunt prequel-uri pentru GTA III, astfel că Liberty City a suferit câteva modificări. În Advance, ce are loc în 2000, lipsesc trenurile și tunelurile subterane, din cauza limitărilor consolei Game Boy Advance. În Liberty City Stories, ce are loc în 1998, mai multe clădiri și cartiere arată diferit. De exemplu, Sex Club 7 din Portland a fost redenumit Paulie's Revue Bar, din cauză este condus de Familia Mafiotă Sindacco, iar cartierul Fort Staunton din Staunton Island este plin de clădiri și populat, în loc să fie un șantier. Totuși, multe dintre aceste aspecte se schimbă pe măsură ce povestea progresează, astfel încât ajung să semene cu cum arătau în GTA III: Paulie's Revue Bar este preluat de Familia Leone și redenumit Sex Club 7 , iar Fort Staunton este distrus de Toni Cipriani.
Această versiune a lui Liberty City mai apare puțin și în prima scenă a lui Grand Theft Auto: Vice City (2002), ce are loc în 1986, și în Grand Theft Auto: San Andreas (2004), ce are loc în 1992. În câteva scene din The Introduction, filmul introductiv al lui San Andreas, protagonistul Carl Johnson este văzut în oraș, locuind acolo timp de cinci ani, înainte de a se întoarce acasă după ce primește veștile despre moartea mamei sale, care îl fac să se întoarcă acasă. De asemenea, într-o misiune din joc, Carl trebuie să zboare până în Liberty City pentru a-l asasina pe Marco Forelli, liderul Familiei Forelli, în restaurantul său, Marco's Bistro. Deși orașul în sine nu este accesibil, jucătorul îl poate explora dacă utilizează glitch-uri sau moduri.

## Universul HD
O altă versiune a lui Liberty City a fost creată pentru Grand Theft Auto IV (2008), care nu are nicio legătură cu versiunile anterioare. Acest Liberty City este o copie aproape fidelă a New York-ului, și este format din patru cartiere principale: Broker (inspirat de Brooklyn), Dukes (Queens), Bohan (Bronx) și Algonquin (Manhattan). Broker și Dukes formează o singură insulă mare, în timp ce Bohan și Algonquin sunt insule separate. Mai există și insula Alderney, care este considerată un stat independent, asemănător cu New Jersey în realitate, și trei insule mai mici: Charge Island (Randall's Island), Colony Island (Roosevelt Island) și Happiness Island (Liberty Island).
Această versiune a lui Liberty City a mai fost utilizată și în expansiunile The Lost and Damned și The Ballad of Gay Tony, precum și în Grand Theft Auto: Chinatown Wars (2009), deși acestuia din urmă îi lipsește Alderney.